# Hypnofabronia marginata
Hypnofabronia marginata là một loài Rêu trong họ Fabroniaceae. Loài này được Dixon mô tả khoa học đầu tiên năm 1930.